# Marjan van Loon
Johanna (Marjan) Maria Wilhelmina Emma van Loon (Helmond, 25 december 1965) is een Nederlandse bestuurder. Zij was van 2016 tot april 2023 president-directeur van Shell Nederland.

## Levensloop
Van Loon groeide op in Helmond als de op een na jongste in een gezin van vijf. Van 1984 tot 1989 studeerde zij chemische technologie aan de Technische Universiteit Eindhoven. Zij begon haar carrière direct bij Shell. De eerste jaren werkte ze in Pernis en op het hoofdkantoor in Den Haag. In de jaren daarna werkte ze onder andere in Maleisië en Australië. 
Voordat ze in 2016 Dick Benschop opvolgde als president-directeur, was ze zeven jaar vicepresident vloeibaar gas binnen het olieconcern. Binnen Shell was ze medeverantwoordelijk voor de bouw van de Prelude, een drijvende gasfabriek van bijna vijfhonderd meter lengte.
De Volkskrant nam in december 2016 Van Loon op in een overzicht als de meest invloedrijke vrouw van Nederland. In het totaaloverzicht van alle Nederlanders stond ze op de tiende plaats. 
Shell Nederland bood in september 2016 bij monde van Van Loon excuses aan voor de bevingsschade als gevolg van gaswinning in Groningen. In juni 2018 reageerde zij fel op beschuldigingen dat Shell geheime afspraken zou hebben met de Nederlandse Belastingdienst, waardoor de Staat zeven miljard aan dividendbelasting zou mislopen. Op de radio noemde ze het "stemmingmakerij". Ze zei: "Het zit anders in elkaar. We wilden van Shell in 2005 één bedrijf maken met het hoofdkantoor in Den Haag. Dat leidde wel tot een probleem voor onze Britse aandeelhouders, want die moesten opeens dividendbelasting gaan betalen".
In 2017 werd Marjan van Loon verkozen tot meest invloedrijke vrouw van Nederland in de categorie Bedrijfsleven in de Opzij Top 100 van het feministische maandblad Opzij.
Op 13 februari 2023 werd bekendgemaakt dat Van Loon per 1 april dat jaar terug zou treden bij Shell Nederland. Ze werd opgevolgd door Frans Everts.

## Persoonlijk
Samen met haar partner Robbert de Roos, die ook bij Shell werkt, heeft Van Loon twee kinderen.